# Vortex (roman, 1983)
Pour les articles homonymes, voir Vortex.
Vortex (titre original : Pacific Vortex!) est un roman policier américain de Clive Cussler paru en 1983.

## Résumé
Alors qu'il profite de ses vacances sur l'île d'Hawaii, Dirk Pitt est chargé de retrouver un sous-marin américain disparu dans le mystérieux vortex du Pacifique.

## Personnages
- Dirk Pitt
- Al Giordino